# Rick Ostermann
Rick Ostermann (* 2. November 1978 in Paderborn) ist ein deutscher Filmregisseur und Drehbuchautor. Sein Spielfilm-Regiedebüt gab er 2012 mit dem Film Wolfskinder.

## Leben
Nach Abschluss seiner Schulzeit im Benediktinergymnasium Ettal und am Gymnasium Wentorf bei Hamburg mit dem Abitur leistete Rick Ostermann seinen Grundwehrdienst in Lüneburg.
Anschließend arbeitete er bei unterschiedlichen Film- und Fernsehproduktionen als Aufnahmeleiter, Setaufnahmeleiter und Regieassistent.
Neben ersten kleinen Kurzfilmen, bei denen Rick Ostermann Regie führte, schrieb und inszenierte er den Kurzfilm Still. Still feierte seine Premiere auf dem Max Ophüls Filmfestival 2009.
2012 drehte Rick Ostermann seinen Debütfilm Wolfskinder mit der Zum-Goldenen-Lamm Filmproduktion in Litauen. Weltpremiere hatte Wolfskinder bei den 70. Internationalen Filmfestspielen von Venedig. Dort lief er in der Nebenreihe Orizzonti. Die deutsche Erstaufführung in den Kinos erfolgte am 28. August 2014.
2017 stellte er den Film Fremder Feind (Alternativtitel Krieg) (erneut in der Nebenreihe Orizzonti) auf den 74. Internationalen Filmfestspielen von Venedig vor.
Seit Herbst 2022 ist Ostermann Mitglied der Deutschen Filmakademie.
Ostermann war zwischenzeitlich mit der Schauspielerin Katharina Böhm liiert. Er ist verheiratet und hat drei Kinder.

## Filmografie

### Regie
- 2001: Der Aufzug (Kurzfilm)
- 2002: Sonnenaufgang (Kurzfilm)
- 2004: B-Side (Kurzfilm)
- 2008: Still (Kurzfilm)
- 2012: Wolfskinder
- 2017: Krieg (Alternativtitel: Fremder Feind)
- 2017: Baba Dunja (Kinofilm, Buch)
- 2017: Lysis (Kinofilm, Buch und Regie)
- 2017: Dengler – Fremde Wasser
- 2018: Ostfrieslandkrimi – Ostfriesenblut
- 2019: Ostfrieslandkrimi – Ostfriesensünde
- 2020: Das Boot (Fernsehserie, 4 Folgen)
- 2021: Freunde
- 2021: Das Haus
- 2022: Der Gejagte – Im Netz der Camorra (Fernsehfilm)
- 2023: 2 Freunde (Fernsehfilm)

### Commercials
- 2008: T-Mobile – „Tarifküche“
- 2008: T-Mobile – „iPhone 3G“

### Regie-Assistenz
- 2006: Schuld und Rache
- 2007: Stellungswechsel
- 2007: Friedliche Zeiten
- 2007: Desaster
- 2008: This is Love
- 2009: Die kommenden Tage
- 2011: Gande
- 2011: Schwestern
- 2013: Blochin
- 2014: Der Staat gegen Fritz Bauer

## Auszeichnungen
- 2010: 14. Filmfestival Ourense/Spanien – Beste Regie/Kurzfilm für Still
- 2010: 20. Bamber Kurzfilmtage 2010 – Preis der Jugendjury / Bester Film für Still
- 2010: Friedrich-Wilhelm-Murnau Preis 2010 für Still
- 2014: Bernhard Wicki Film Preis 2014 für Wolfskinder
- 2014: Franz-Werfel-Menschenrechtspreis 2014 für Wolfskinder
- 2014: New Faces Award 2015 – Debütfilm für Wolfskinder
- 2014: Friedenspreis des Deutschen Films – Die Brücke 2014 – Nationaler Nachwuchspreis für Wolfskinder[4]
- 2018: Fernsehfilmpreis der Deutschen Akademie der Darstellenden Künste 2018 für Fremder Feind (Alternativtitel Krieg)[5]
- 2019: SIGNIS Award (The Silver Dove) für Fremder Feind (Alternativtitel Krieg)[6]